# Motore PSA XU
Con la sigla PSA XU si intende una famiglia di motori a scoppio prodotti dal 1982 al 2005 dal gruppo automobilistico francese PSA.

## Storia e caratteristiche

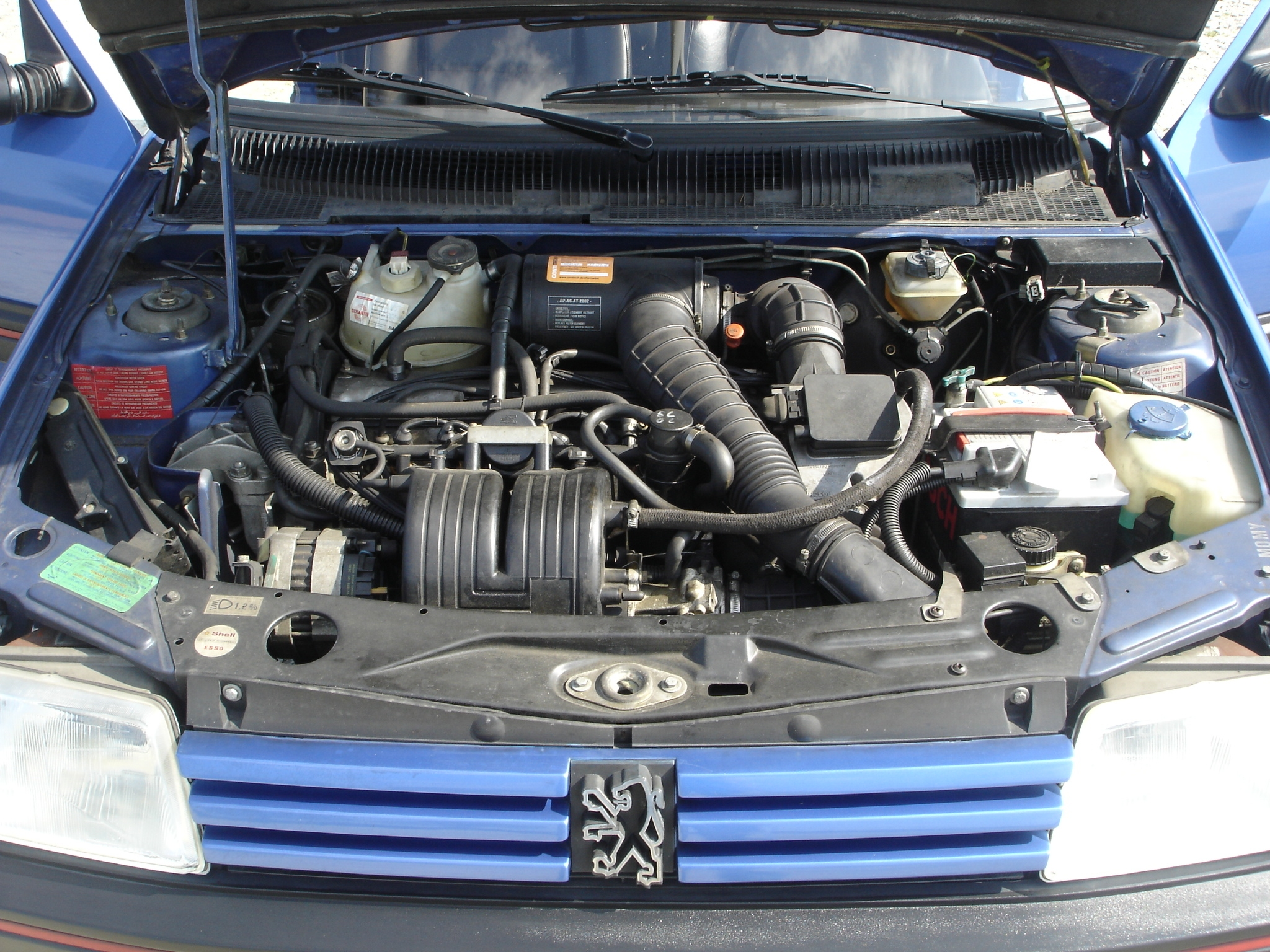
Un'unità XU9 nel vano motore di una Peugeot 205 1.9 GTI

La famiglia di motori XU (vedi disegno) è una delle famiglie basilari nella storia della Peugeot e del Gruppo PSA in generale. Con la sua ampia gamma di versioni, che spaziavano da 1.6 a 2 litri, la famiglia XU è andata gradualmente a sostituire diverse precedenti motorizzazioni, tra cui la XR da 1.5 litri. Per quanto riguarda le applicazioni nei modelli Citroën, invece, i motori XU hanno costituito un ritorno della casa del "double chevron" ai motori di cilindrata media e medio-alta, non più utilizzati da diversi decenni, addirittura da prima della seconda guerra mondiale. È da ricordare infatti che al momento del debutto dei motori XU, i modelli Citroën montavano motori dai 2 litri in su (Citroën CX) oppure dagli 1.3 litri in giù (Citroën GSA, Visa e LNA), ma nessuno di cilindrate intermedie.

I motori XU avevano le seguenti caratteristiche costruttive, comuni a tutte le versioni:
- Monoblocco e testata in lega di alluminio, tranne XU10, quale blocco è fatto in ghisa;
- Architettura a 4 cilindri in linea;
- Motore inclinato all'indietro di 30°;
- Canne cilindri in umido riportate in ghisa, tranne XU10, che ha i fori lavorati direttamente nel blocco.

Lo schema di distribuzione variava a seconda delle versioni di motore. Le versioni più tranquille montavano un solo albero a camme in testa (schema SOHC) con due valvole per cilindro, mentre le versioni più spinte adottavano una configurazione bialbero in testa (schema DOHC) con quattro valvole per cilindro.

Questi motori erano in genere aspirati, ma vi sono state tre versioni particolarmente potenti (rispettivamente da 1.8 (XU8), 1.9 e 2 litri), che erano sovralimentate mediante turbocompressore.

I motori XU sono suddivisibili in cinque versioni, diverse tra loro per cilindrata e destinazione di impiego.

### XU5
Questa versione costituisce la base della gamma motoristica XU. Caratterizzata da misure di alesaggio e corsa pari a 83x73 mm, e quindi da una cilindrata di 1580 cm³, questo motore ha trovato applicazione sui modelli Peugeot e Citroën di fascia medio-alta, ma anche su alcuni modelli di punta delle fasce inferiori. Il motore che avrebbe affiancato e poi sostituito le unità XU5 sarebbe stato il TU5, introdotto nel 1994. Il motore XU5 è stato proposto in cinque varianti, tutte monoalbero e a due valvole per cilindro.

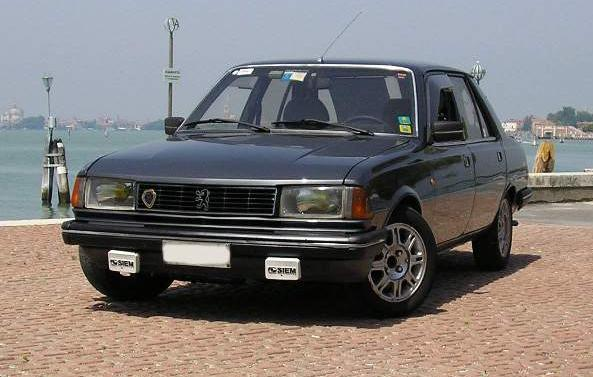
I motori XU5 hanno esordito nella Peugeot 305

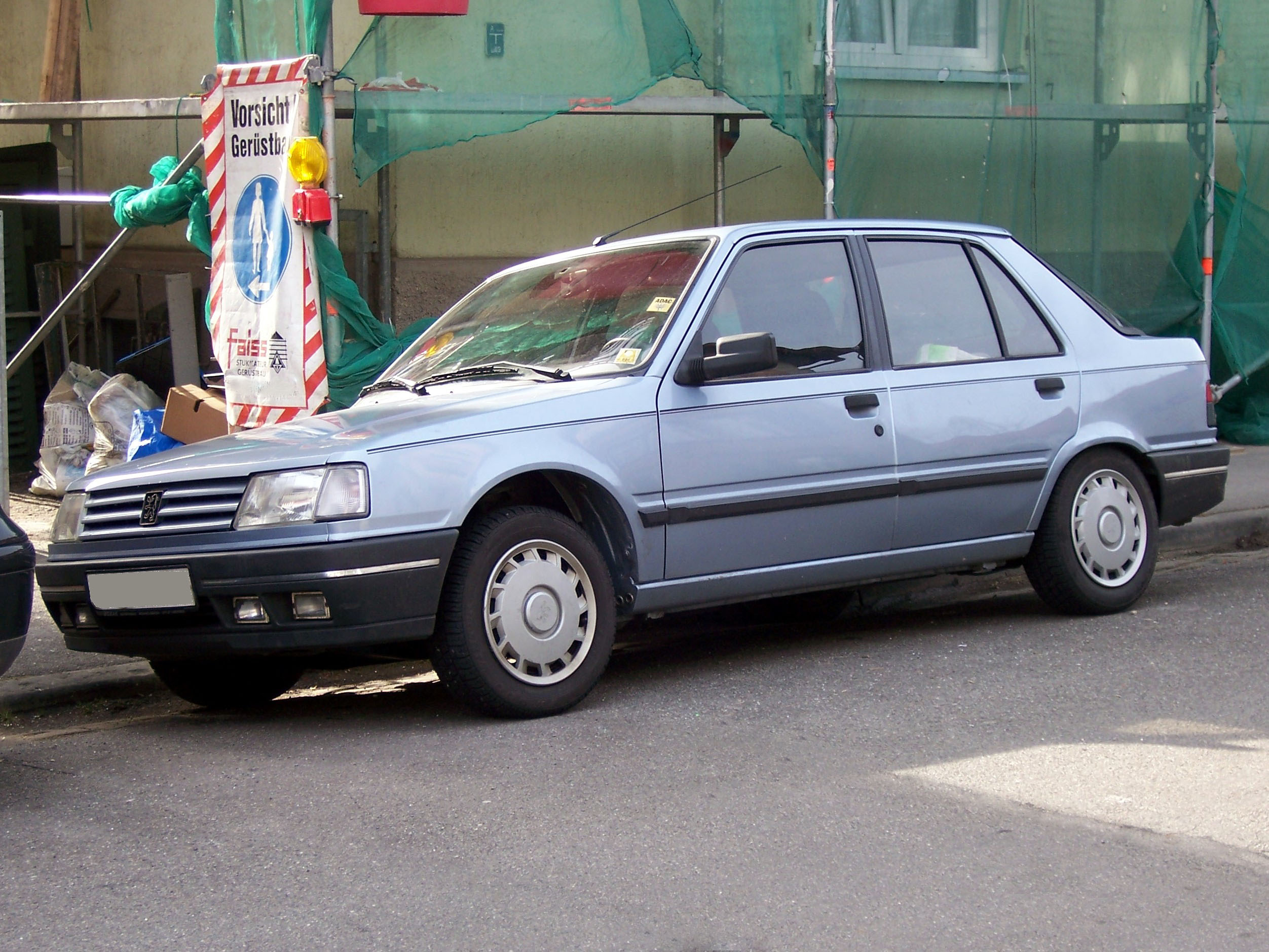
In seguito hanno trovato applicazione anche in altri modelli Peugeot...

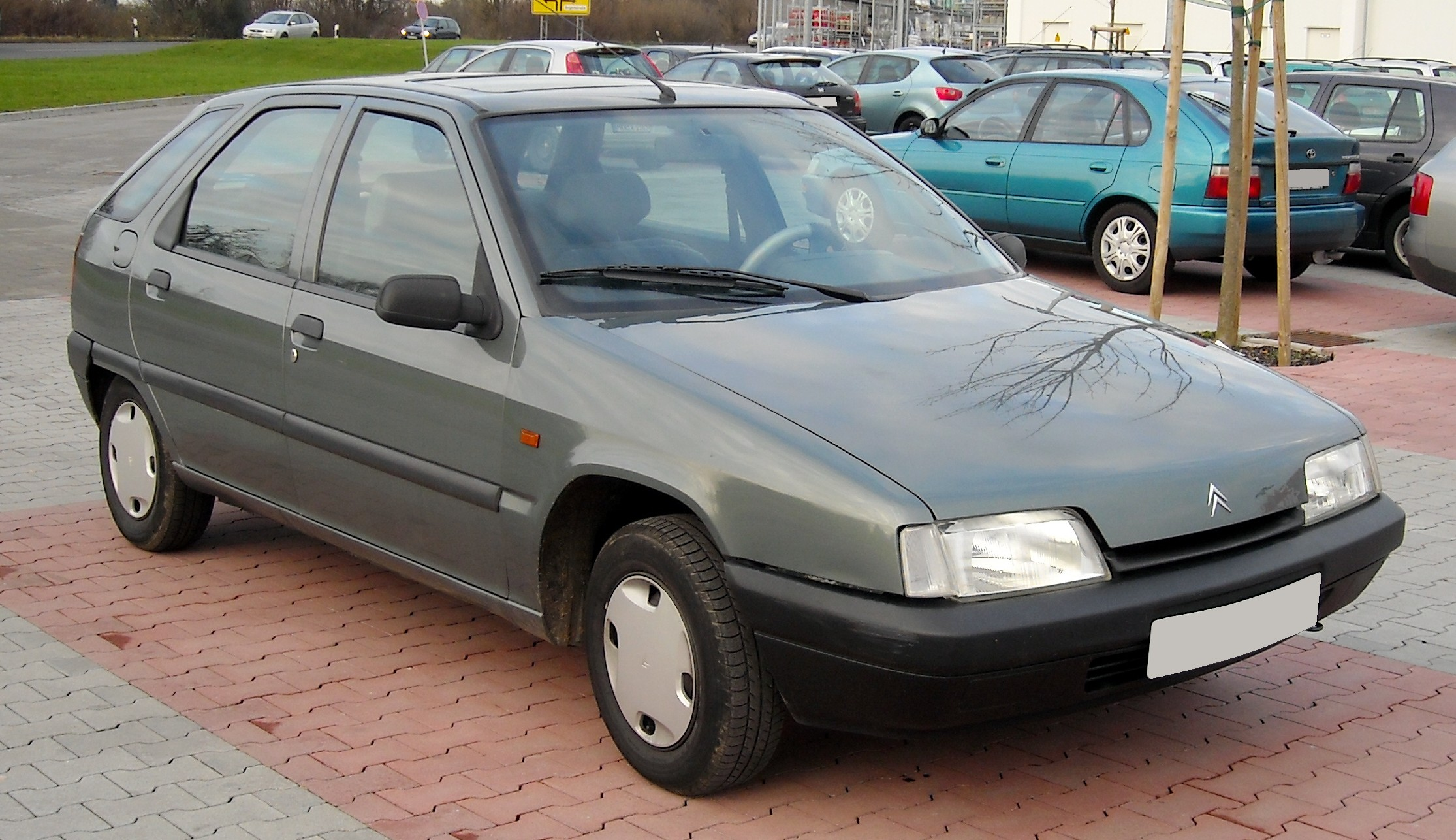
... e in modelli Citroën come la ZX

| Variante                      | Alimentazione                          | Rapporto di compressione | Potenza CV/rpm | Coppia Nm/rpm | Normativa antinquinamento | Applicazioni                  | Anni di produzione |
| ----------------------------- | -------------------------------------- | ------------------------ | -------------- | ------------- | ------------------------- | ----------------------------- | ------------------ |
| XU5 C                         | carburatore monocorpo                  | 9,4                      | 80/5600        | 132/2800      | Euro 0                    | Peugeot 205 1.6 Automatique   | 1986-92            |
| XU5 C                         | carburatore monocorpo                  | 9,4                      | 80/5600        | 132/2800      | Euro 0                    | Peugeot 305 1.6 SR            | 1982-87            |
| XU5 C                         | carburatore monocorpo                  | 9,4                      | 80/5600        | 132/2800      | Euro 0                    | Peugeot 309 1.6 GR/SR         | 1986-88            |
| XU5 C                         | carburatore monocorpo                  | 9,4                      | 80/5600        | 132/2800      | Euro 0                    | Peugeot 309 XS 1.6            | 1988               |
| XU5 C                         | carburatore monocorpo                  | 9,4                      | 80/5600        | 132/2800      | Euro 0                    | Peugeot 309 Automatique       | 1987-89            |
| XU5 C                         | carburatore monocorpo                  | 9,4                      | 80/5600        | 132/2800      | Euro 0                    | Citroën BX 15                 | 1986-92            |
| XU5 2C                        | carburatore doppio corpo               | 9,4                      | 92/6250        | 129/3250      | Euro 0                    | Peugeot 309 SR, XR e XS       | 1989-92            |
| XU5 2C                        | carburatore doppio corpo               | 9,4                      | 92/6250        | 129/3250      | Euro 0                    | Peugeot 405 1.6 GL, GR e SR   | 1987-92            |
| XU5 2C                        | carburatore doppio corpo               | 9,4                      | 92/6250        | 129/3250      | Euro 0                    | Citroën BX 16                 | 1983-92            |
| XU5 2C                        | carburatore doppio corpo               | 9,5                      | 94/6000        | 134/3750      | Euro 0                    | Peugeot 305 GT                | 1982-87            |
| XU5 2C                        | carburatore doppio corpo               | 9,5                      | 94/6000        | 134/3750      | Euro 0                    | Peugeot 305 S5                | 1983-85            |
| XU5 M3/Z                      | iniezione elettronica                  | 8,9                      | 88/6400        | 128/3000      | Euro 0                    | Citroën ZX 1.6i               | 1991-92            |
| XU5 M3/Z                      | iniezione elettronica                  | 8,9                      | 88/6400        | 128/3000      | Euro 1                    | Peugeot 205 XS,GT e Automatic | 1992-95            |
| XU5 M3/Z                      | iniezione elettronica                  | 8,9                      | 88/6400        | 128/3000      | Euro 1                    | Peugeot 405 1.6i GR           | 1993-97            |
| XU5 M3/Z                      | iniezione elettronica                  | 8,9                      | 88/6400        | 128/3000      | Euro 1                    | Peugeot 406 1.6i Mk11         | 1996-97            |
| XU5 M3/Z                      | iniezione elettronica                  | 8,9                      | 88/6400        | 128/3000      | Euro 1                    | Citroën ZX 1.6i Kat           | 1993-98            |
| XU5 M3/Z                      | iniezione elettronica                  | 8,9                      | 88/6400        | 128/3000      | Euro 1                    | Citroën BX 16                 | 1993-94            |
| XU5 M3/Z                      | iniezione elettronica                  | 8,9                      | 88/6400        | 128/3000      | Euro 1                    | Citroën Xantia 1.6i           | 1994-97            |
| XU5 M3/Z                      | iniezione elettronica                  | 8,9                      | 92/6250        | 132/3250      | Euro 1                    | Peugeot 309 GRX               | 1992-93            |
| XU5 J                         | iniezione elettronica Bosch L-Jetronic | 9,8                      | 105/6250       | 134/4000      | Euro 0                    | Peugeot 205 GTI 1.6           | 1984-86            |
| XU5 J                         | iniezione elettronica Bosch L-Jetronic | 9,8                      | 105/6250       | 134/4000      | Euro 0                    | Citroën Visa GTi              | 1985-86            |
| XU5 J                         | iniezione elettronica Bosch L-Jetronic | 9,8                      | 105/6250       | 134/4000      | Euro 0                    | Citroën BX 16 GTI             | 1986-90            |
| XU5 JA/K                      | iniezione elettronica Bosch L-Jetronic | 9,2                      | 115/6250       | 130/4000      | Euro 0                    | Peugeot 205 GTI 1.6           | 1987-92            |
| XU5 JA/K                      | iniezione elettronica Bosch L-Jetronic | 9,2                      | 115/6250       | 130/4000      | Euro 0                    | Citroën Visa GTi              | 1986-88            |
| XU5 JA/K                      | iniezione elettronica Bosch L-Jetronic | 9,2                      | 115/6250       | 130/4000      | Euro 0                    | Citroën BX 16 GTI             | 1989-92            |
| 1 non per il mercato italiano |                                        |                          |                |               |                           |                               |                    |

### XU7
I motori XU7 sono nati sulla base dei motori XU5 già visti. Rispetto a questi ultimi è stato utilizzato un nuovo albero a gomiti, dalle manovelle più lunghe, in modo da aumentare la corsa, da 73 a 81,4 mm. Come conseguenza, anche la cilindrata è aumentata raggiungendo i 1761 cm³.

I motori XU7 sono stati introdotti nel 1992 in ottemperanza alle imminenti normative Euro 1, che sarebbero entrate in vigore a partire dal 1º gennaio 1993. Perciò erano tutti motori a iniezione elettronica e provvisti di catalizzatore.

I motori XU7 sono stati proposti in tre varianti, due con distribuzione monoalbero e una bialbero, le cui caratteristiche sono descritte di seguito.

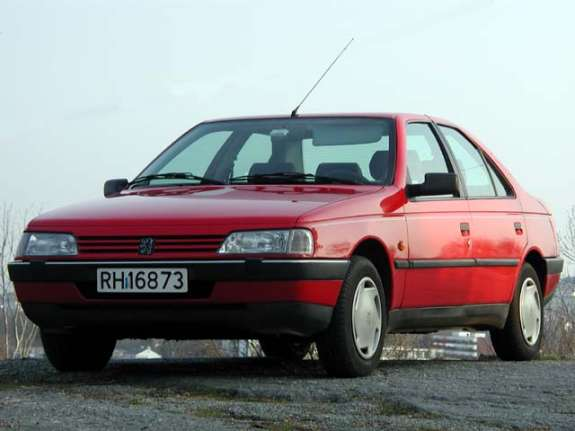
Una 405 post-restyling, uno dei primi modelli a montare un motore XU7

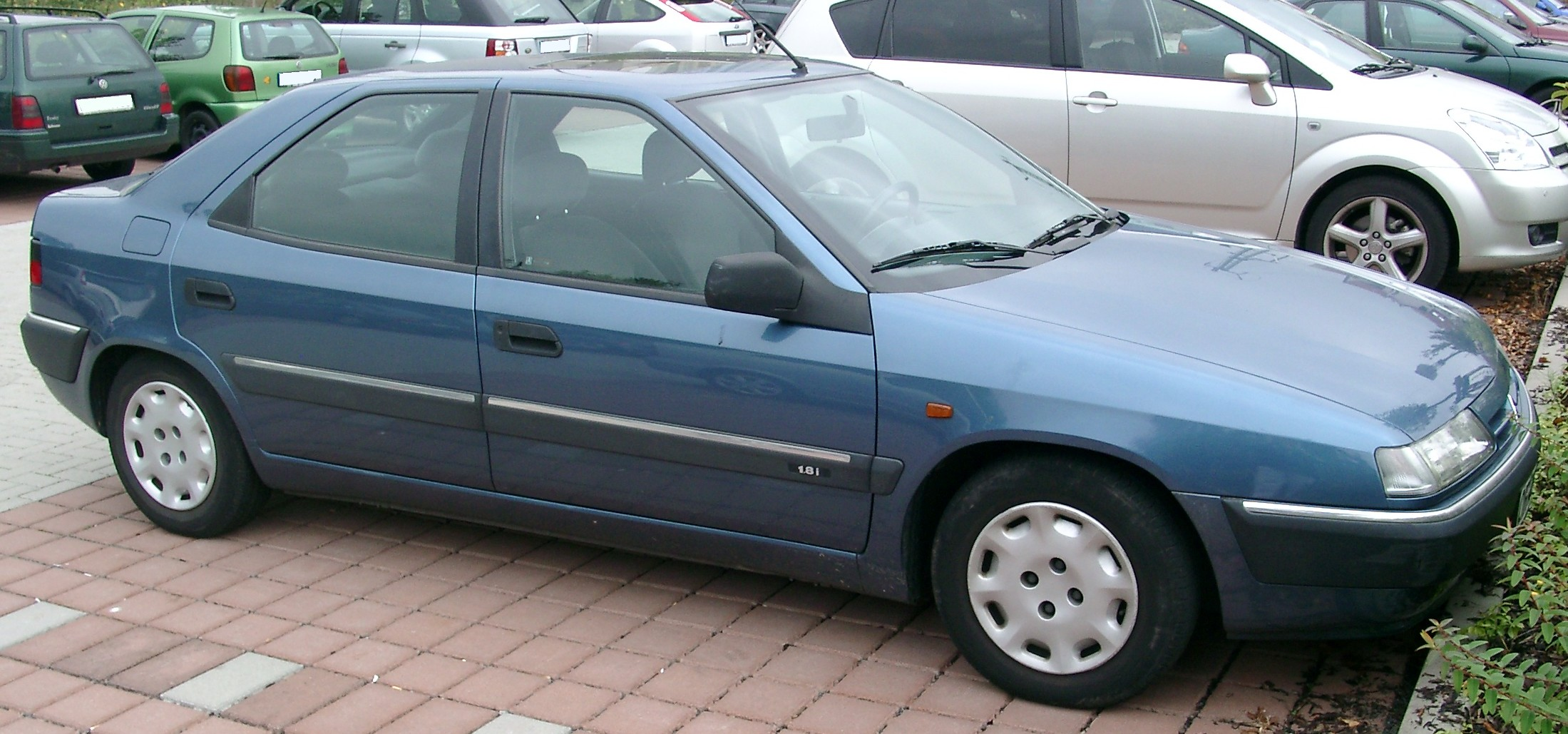
Tra le altre applicazioni figurano le Citroën Xantia...

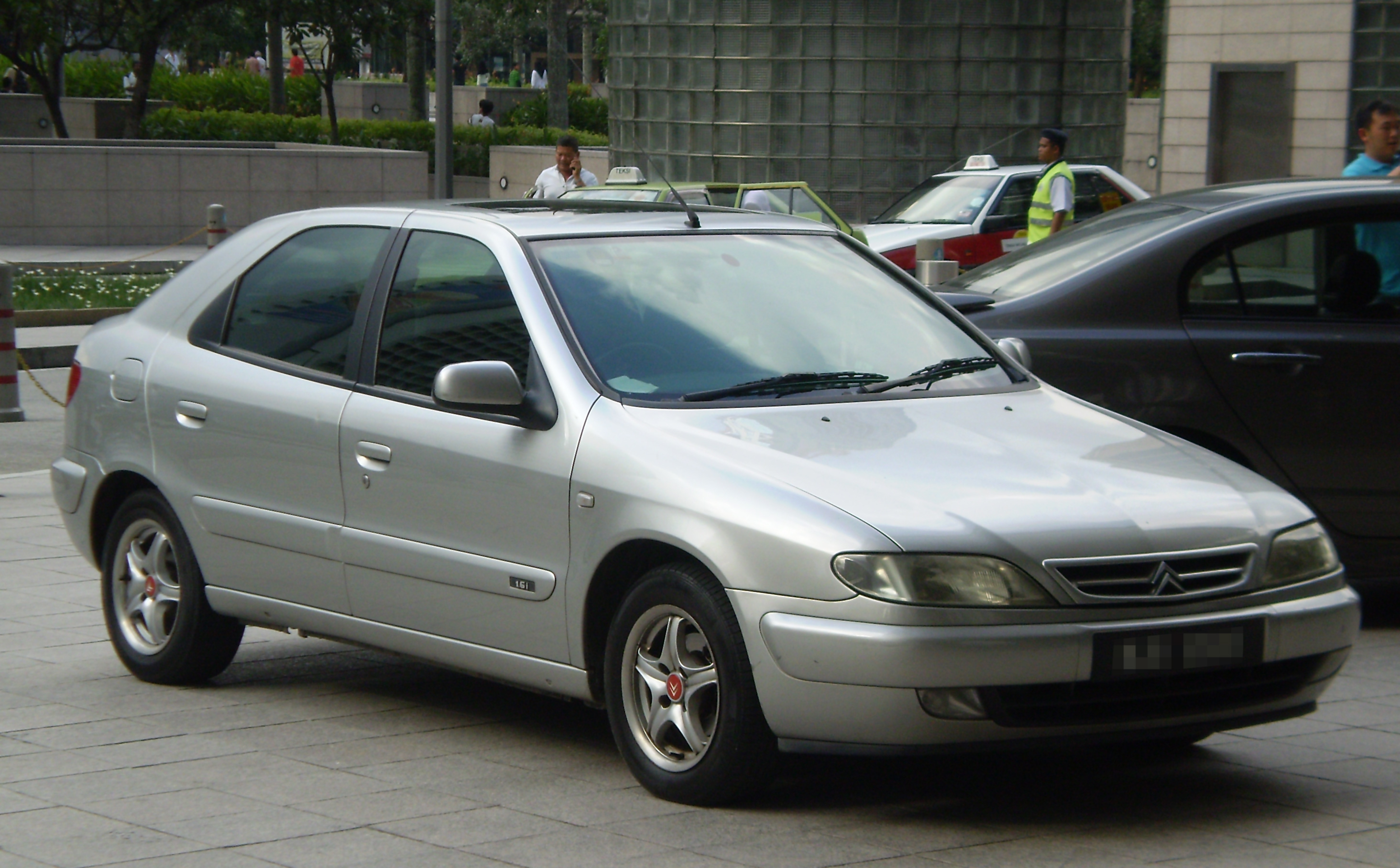
... e Xsara.

| Variante                      | Distribuzione | Alimentazione                                | Rapporto di compressione | Potenza CV/rpm | Coppia Nm/rpm | Normativa antinquinamento | Applicazioni                  | Anni di produzione |
| ----------------------------- | ------------- | -------------------------------------------- | ------------------------ | -------------- | ------------- | ------------------------- | ----------------------------- | ------------------ |
| XU7 JP                        | SOHC          | iniezione elettronica multipoint Bosch MP5.1 | 9,25                     | 101/6000       | 153/3000      | Euro 1                    | Peugeot 306 1.8i XT           | 1993-97            |
| XU7 JP                        | SOHC          | iniezione elettronica multipoint Bosch MP5.1 | 9,25                     | 101/6000       | 153/3000      | Euro 1                    | Peugeot 306 Cabriolet         | 1994-97            |
| XU7 JP                        | SOHC          | iniezione elettronica multipoint Bosch MP5.1 | 9,25                     | 101/6000       | 153/3000      | Euro 1                    | Peugeot 405 1.8i GR/SR        | 1992-96            |
| XU7 JP                        | SOHC          | iniezione elettronica multipoint Bosch MP5.1 | 9,25                     | 101/6000       | 153/3000      | Euro 1                    | Citroën ZX 1.8i               | 1992-96            |
| XU7 JP                        | SOHC          | iniezione elettronica multipoint Bosch MP5.1 | 9,25                     | 101/6000       | 153/3000      | Euro 1                    | Citroën ZX 1.8i Automatica    | 1993-97            |
| XU7 JP                        | SOHC          | iniezione elettronica multipoint Bosch MP5.1 | 9,25                     | 101/6000       | 153/3000      | Euro 1                    | Citroën Xantia 1.8i           | 1993-97            |
| XU7 JP                        | SOHC          | iniezione elettronica multipoint Bosch MP5.1 | 9,25                     | 101/6000       | 153/3000      | Euro 2                    | Citroën Xsara 1.8i Automatica | 1997-99            |
| XU7 JP                        | SOHC          | iniezione elettronica multipoint Bosch MP5.1 | 9,25                     | 101/6000       | 153/3000      | Euro 2                    | Citroën Evasion 1.8i          | 1996-99            |
| XU7 JP                        | SOHC          | iniezione elettronica multipoint Bosch MP5.1 | 9,25                     | 101/6000       | 153/3000      | Euro 2                    | Peugeot 806 1.8 S/SL          | 1997-98            |
| XU7 JP                        | SOHC          | iniezione elettronica multipoint Bosch MP5.1 | 9,25                     | 101/6000       | 153/3000      | Euro 2                    | Fiat Ulysse 1.8i              | 1997-99            |
| XU7 JB                        | SOHC          | iniezione elettronica                        | 9,5                      | 90/5000        | 150/2600      | Euro 2                    | Peugeot 406 1.8i              | 1997-2000          |
| XU7 JB                        | SOHC          | iniezione elettronica                        | 9,5                      | 90/5000        | 150/2600      | Euro 2                    | Citroën Xsara 1.8i1           | 1997-00            |
| XU7 JB                        | SOHC          | iniezione elettronica                        | 9,5                      | 90/5000        | 150/2600      | Euro 2                    | Citroën Xantia 1.8i           | 1998-01            |
| XU7 JB                        | SOHC          | iniezione elettronica                        | 9,5                      | 90/5000        | 150/2600      | Euro 2                    | Citroën Berlingo Mk1 1.8      | 1997-01            |
| XU7 JP4                       | DOHC          | Iniezione elettronica Bosch Motronic         | 10,4                     | 112/5500       | 158/4250      | Euro 2                    | Peugeot 306 1.8 16V           | 1997-01            |
| XU7 JP4                       | DOHC          | Iniezione elettronica Bosch Motronic         | 10,4                     | 112/5500       | 158/4250      | Euro 2                    | Peugeot 306 Cabriolet 1.8 16V | 1998-99            |
| XU7 JP4                       | DOHC          | Iniezione elettronica Bosch Motronic         | 10,4                     | 112/5500       | 158/4250      | Euro 2                    | Peugeot 406 1.8 16V           | 1996-2000          |
| XU7 JP4                       | DOHC          | Iniezione elettronica Bosch Motronic         | 10,4                     | 112/5500       | 158/4250      | Euro 2                    | Citroën ZX 1.8 16v            | 1996-97            |
| XU7 JP4                       | DOHC          | Iniezione elettronica Bosch Motronic         | 10,4                     | 112/5500       | 158/4250      | Euro 2                    | Citroën Xsara 1.8 16V         | 1997-01            |
| XU7 JP4                       | DOHC          | Iniezione elettronica Bosch Motronic         | 10,4                     | 112/5500       | 158/4250      | Euro 2                    | Citroën Xantia 1.8 16V        | 1997-01            |
| 1 non per il mercato italiano |               |                                              |                          |                |               |                           |                               |                    |

### XU8

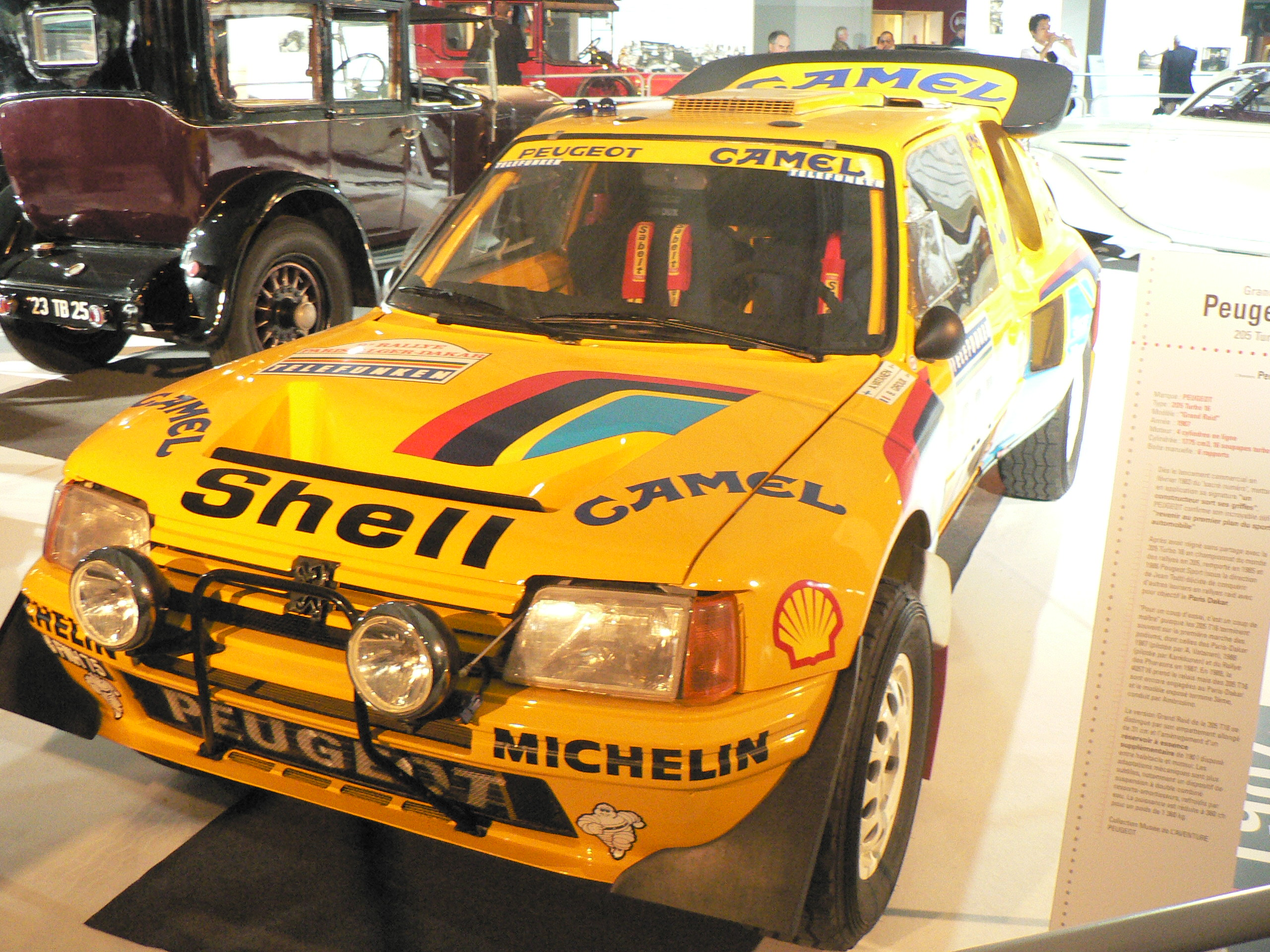
Una 205 T16 Grand Raid, vettura che ha montato il motore XU8

Questa sigla identifica uno dei motori più acclamati in passato per le sue alte prestazioni. Si tratta del motore utilizzato sulla berlinetta sportiva Peugeot 205 T16, la vettura che nella variante da corsa ha vinto i Mondiali Rally del 1985 e 1986.

I dati riportati di seguito si riferiscono al motore delle 205 T16 stradali. Le 205 T16 da competizione sono state ulteriormente evolute, fino a raggiungere potenze dell'ordine di 600 CV.

Il motore XU8, noto anche come XU8 T, assieme al XU9 T sono gli unici della grande famiglia XU a essere stati montati in posizione centrale trasversale. Gli altri motori XU (e i 4 cilindri PSA in generale) sono tutti in posizione anteriore trasversale.
- Alesaggio e corsa: 83x82 mm;
- Cilindrata: 1775 cc;
- Rapporto di compressione: 6,5:1;
- Alimentazione: iniezione meccanica Bosch K-Jetronic;
- Sovralimentazione: un turbocompressore KKK con intercooler;
- Distribuzione: due assi a camme in testa;
- Testata: 4 valvole per cilindro;
- Potenza massima: 200 CV a 6750 giri/min;
- Coppia massima: 255 Nm a 4000 giri/min.

### XU9
Tra le versioni della famiglia XU, la XU9 è quella che offre il maggior numero di varianti. Tale motore è l'unico XU di tipo sottoquadro, poiché l'alesaggio è rimasto a 83 mm, mentre la corsa è stata allungata fino a 88 mm, per una cilindrata di 1905 cm³. L'alimentazione poteva essere a carburatore o a iniezione elettronica. Gli ultimi XU9 montavano anche il catalizzatore, che ne ha fatto diminuire le prestazioni. Dato il gran numero di varianti proposte, la potenza dei motori XU9 era compresa tra i 105 e i 160 CV. Di questo motore venne sviluppata anche una versione sovralimentata denominata XU9 T, montata sul modello Peugeot 405 Turbo 16 era utilizzata nelle corse di Rally raid.

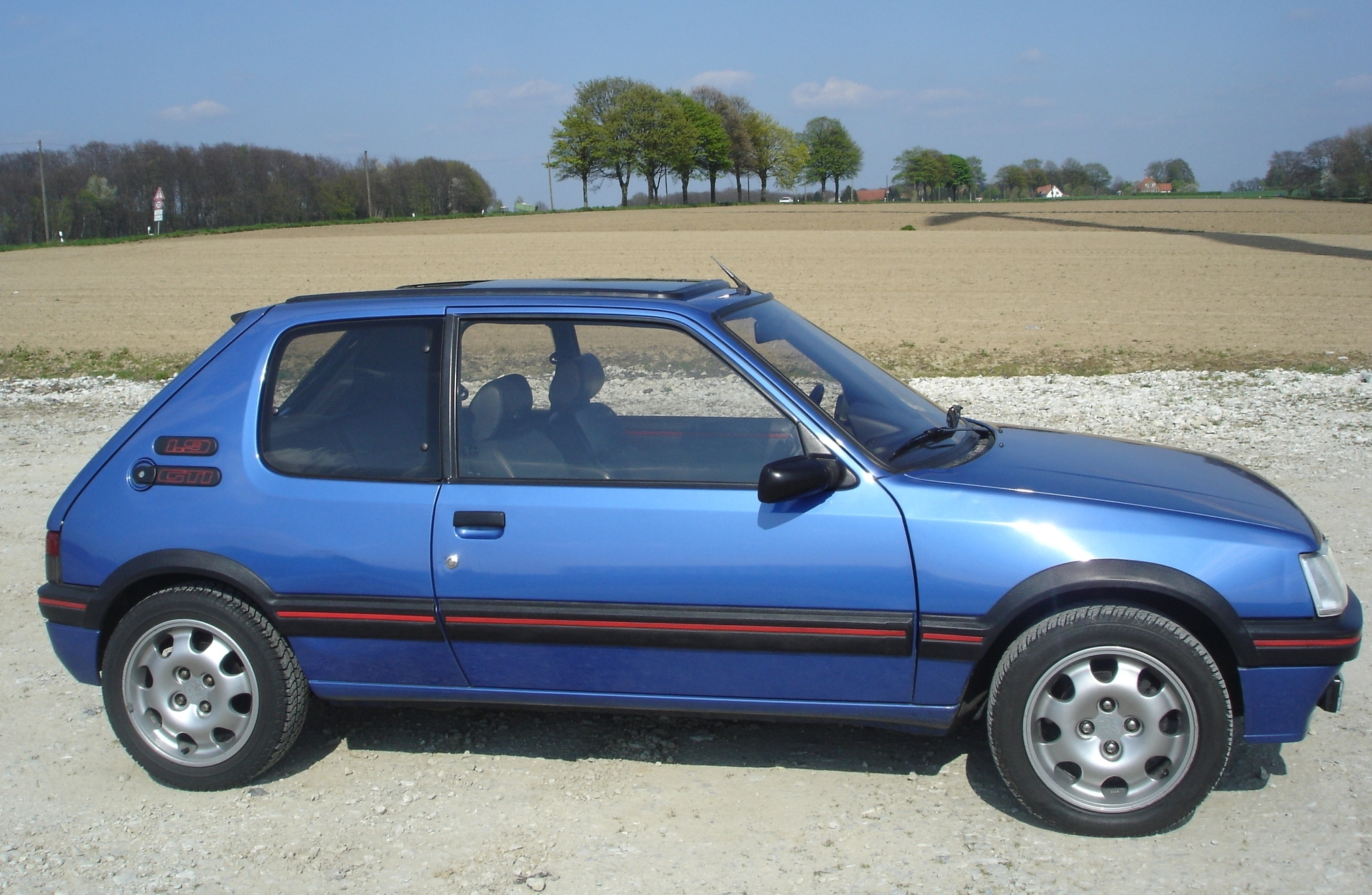
I motori XU9 sono stati montati tra l'altro sulla Peugeot 205 GTI 1.9...

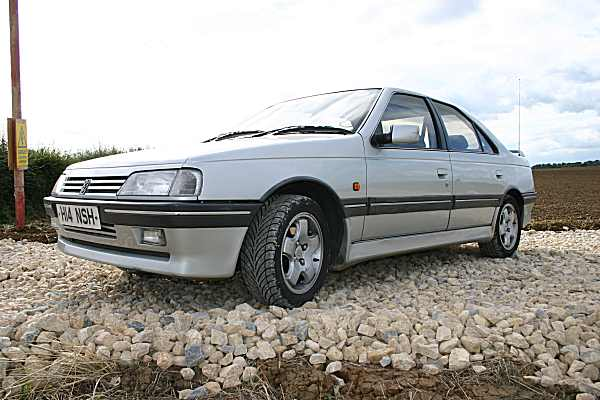
...ma anche sulla 405 Mi16...

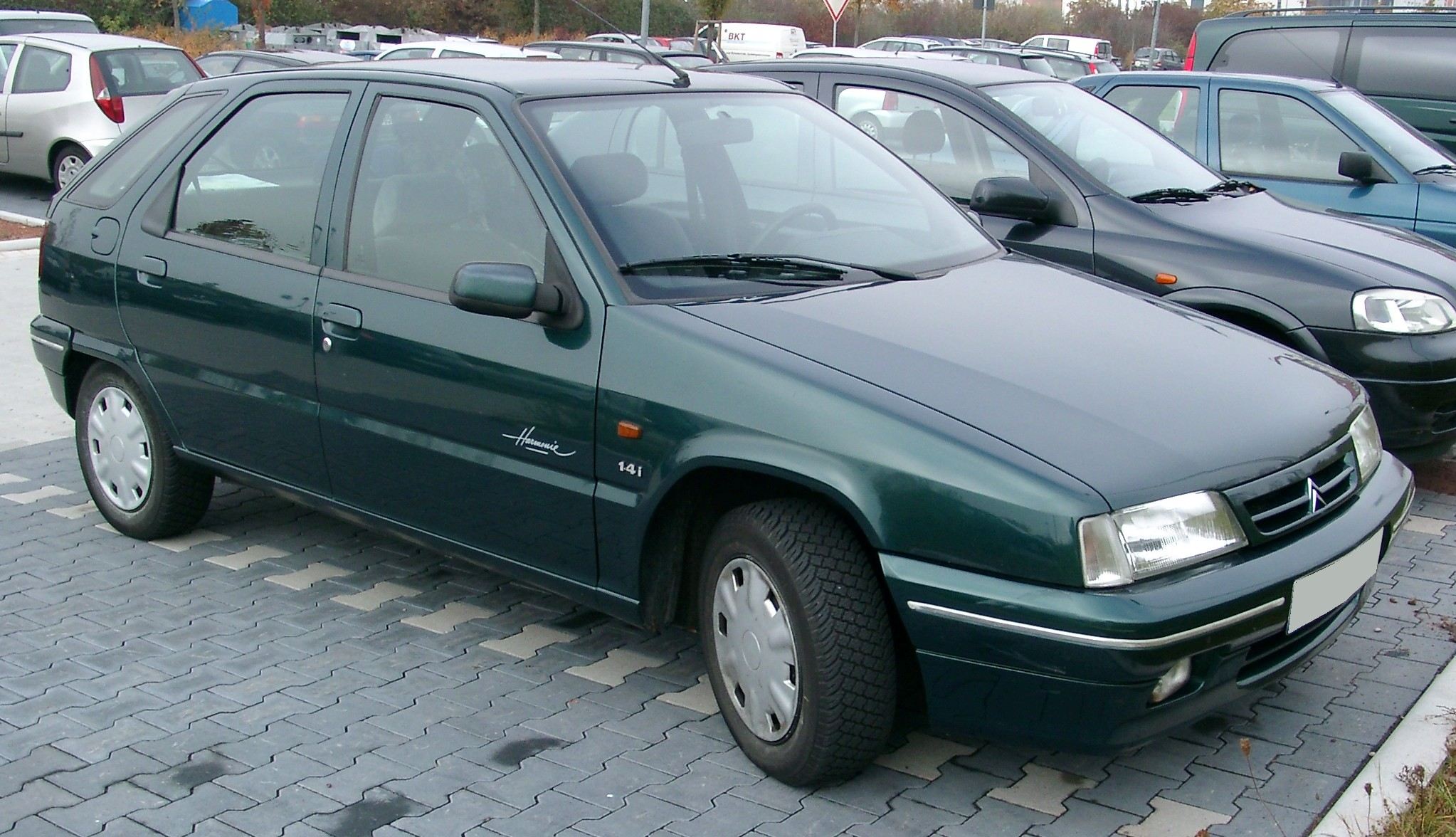
...e su alcune versioni delle Citroën ZX...

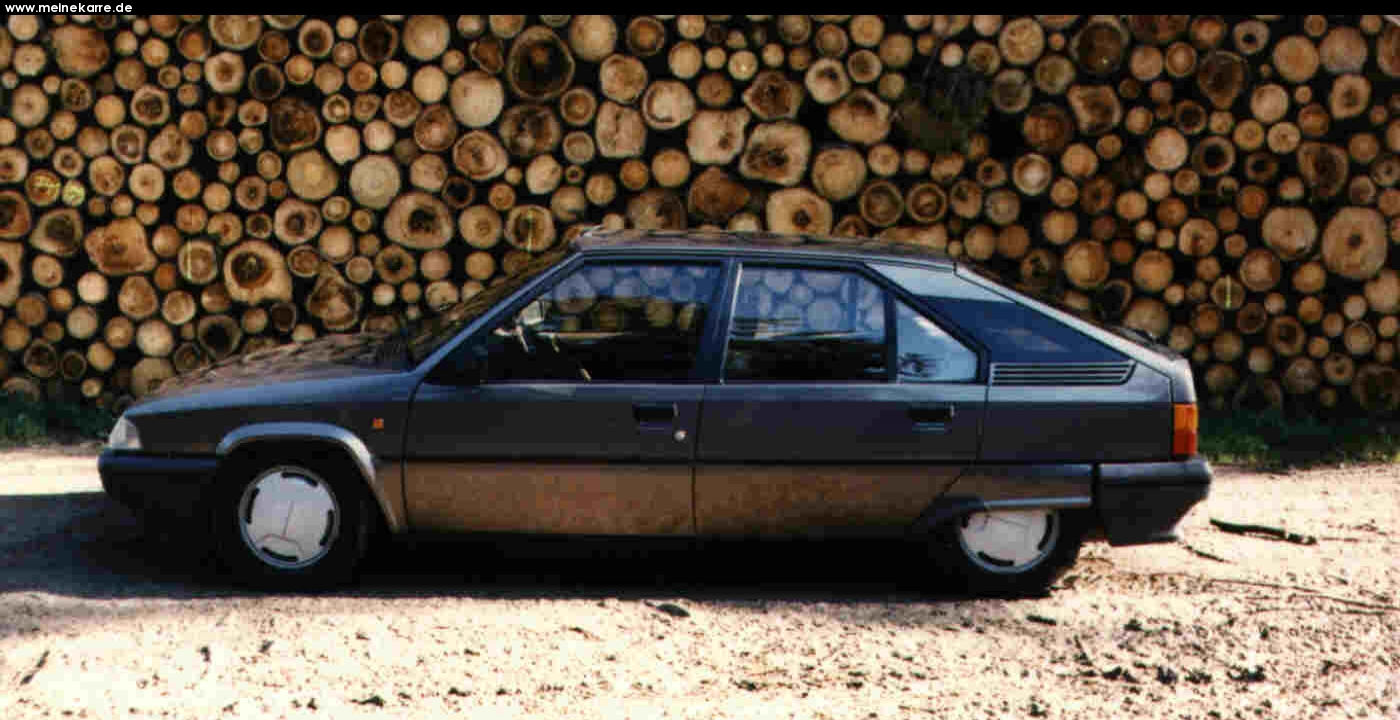
... e BX.

| Variante | Distribuzione | Alimentazione                                                                 | Rapporto di compressione | Potenza CV/rpm | Coppia Nm/rpm | Normativa antinquinamento | Applicazioni                    | Anni di produzione |
| -------- | ------------- | ----------------------------------------------------------------------------- | ------------------------ | -------------- | ------------- | ------------------------- | ------------------------------- | ------------------ |
| XU9 2C   | SOHC          | Carburatore doppio corpo                                                      | 9,3                      | 105/5600       | 162/3000      | Euro 0                    | Peugeot 305 1.9 GT/GTX          | 1985-87            |
| XU9 2C   | SOHC          | Carburatore doppio corpo                                                      | 9,3                      | 105/5600       | 162/3000      | Euro 0                    | Peugeot 309 GT                  | 1985-88            |
| XU9 2C   | SOHC          | Carburatore doppio corpo                                                      | 9,3                      | 105/5600       | 162/3000      | Euro 0                    | Peugeot 309 XS/SX 1.9           | 1989-90            |
| XU9 2C   | SOHC          | Carburatore doppio corpo                                                      | 9,3                      | 105/5600       | 162/3000      | Euro 0                    | Citroën BX GT/TRS               | 1984-89            |
| XU9 2C   | SOHC          | Carburatore doppio corpo                                                      | 9,3                      | 107/6000       | 163/3500      | Euro 0                    | Peugeot 309 XS/SX 1.9           | 1990-92            |
| XU9 2C   | SOHC          | Carburatore doppio corpo                                                      | 9,3                      | 107/6000       | 163/3500      | Euro 0                    | Peugeot 405 1.9 GR/SR/GRx4/SRx4 | 1991-92            |
| XU9 2C   | SOHC          | Carburatore doppio corpo                                                      | 9,3                      | 107/6000       | 163/3500      | Euro 0                    | Citroën BX TZS                  | 1989-92            |
| XU9 2C   | SOHC          | Carburatore doppio corpo                                                      | 9,3                      | 110/6000       | 157/3000      | Euro 0                    | Peugeot 405 1.9 GR/SR           | 1987-92            |
| XU9 2C   | SOHC          | Carburatore doppio corpo                                                      | 9,3                      | 110/6000       | 157/3000      | Euro 0                    | Peugeot 405 1.9 GRx4/SRx4       | 1989-91            |
| XU9 2C   | SOHC          | Carburatore doppio corpo                                                      | 9,3                      | 110/6000       | 157/3000      | Euro 0                    | Peugeot 405 GRX 1.9             | 1992               |
| XU9 4C   | SOHC          | Due carburatori doppio corpo                                                  | 9,5                      | 126/5800       | 169/4200      | Euro 0                    | Citroën BX 19 Sport             | 1985-86            |
| XU9 J1/Z | SOHC          | Iniezione elettronica                                                         | 9,3                      | 105/6000       | 141/3000      | Euro 1                    | Peugeot 205 CTI 1.9             | 1993-94            |
| XU9 J1/Z | SOHC          | Iniezione elettronica                                                         | 9,3                      | 110/6000       | 162/3000      | Euro 1                    | Peugeot 309 XS/SX 1.9           | 1992-93            |
| XU9 J2   | SOHC          | Iniezione elettronica                                                         | 9,4                      | 125/5500       | 175/4500      | Euro 0                    | Peugeot 405 1.9 GRi/Si/SRi/STi  | 1987-92            |
| XU9 J2   | SOHC          | Iniezione elettronica                                                         | 9,4                      | 125/5500       | 175/4500      | Euro 0                    | Citroën BX 1.9 GTI              | 1987-92            |
| XU9 JA   | SOHC          | Iniezione elettronica                                                         | 9,6                      | 130/6000       | 161/4750      | Euro 0                    | Peugeot 205 GTI 1.9             | 1987-92            |
| XU9 JA   | SOHC          | Iniezione elettronica                                                         | 9,6                      | 130/6000       | 161/4750      | Euro 0                    | Peugeot 309 GTI 1.9             | 1987-92            |
| XU9 JA   | SOHC          | Iniezione elettronica                                                         | 9,6                      | 130/6000       | 161/4750      | Euro 0                    | Citroën ZX 1.9i Volcane         | 1991-92            |
| XU9 JA/Z | SOHC          | Iniezione elettronica                                                         | 9,6                      | 122/6000       | 142/3800      | Euro 1                    | Peugeot 205 GTI 1.9             | 1993-94            |
| XU9 JA/Z | SOHC          | Iniezione elettronica                                                         | 9,6                      | 122/6000       | 142/3800      | Euro 1                    | Citroën ZX 1.9i Kat Volcane     | 1992-94            |
| XU9 JA/Z | SOHC          | Iniezione elettronica                                                         | 9,6                      | 122/6000       | 153/3000      | Euro 1                    | Peugeot 309 GTI 1.9             | 1992-93            |
| XU9 J4   | DOHC          | Iniezione elettronica                                                         | 10,4                     | 160/6500       | 181/5000      | Euro 0                    | Peugeot 309 GTI 1.9 16V         | 1990-92            |
| XU9 J4   | DOHC          | Iniezione elettronica                                                         | 10,4                     | 160/6500       | 181/5000      | Euro 0                    | Peugeot 405 Mi16/Mi16x4         | 1990-92            |
| XU9 J4   | DOHC          | Iniezione elettronica                                                         | 10,4                     | 160/6500       | 181/5000      | Euro 0                    | Citroën BX GTI 1.9 16V          | 1988-92            |
| XU9 J4/Z | DOHC          | Iniezione elettronica                                                         | 10,4                     | 148/6400       | 170/5000      | Euro 1                    | Peugeot 309 GTI 1.9 16v cat.    | 1993               |
| XU9 J4/Z | DOHC          | Iniezione elettronica                                                         | 10,4                     | 148/6400       | 170/5000      | Euro 1                    | Citroën BX 19 GTi 16v cat.      | 1990-93            |
| XU9 T    | DOHC          | Iniezione elettronica Marelli Solex + turbo Garrett + intercooler + overboost | 7                        | 400/7500       | 490/4000      | Euro 0                    | Peugeot 405 Turbo 16 Grand Raid | 1988               |
| XU9 T    | DOHC          | Iniezione elettronica Marelli Solex + turbo Garrett + intercooler + overboost | 7                        | 600/8500       | 735/4500      | Euro 0                    | Peugeot 405 Turbo 16 Pikes Peak | 1988               |

### XU10
Se i motori XU9 erano di tipo sottoquadro e i motori XU di cilindrata inferiore erano di tipo superquadro, i motori XU10 erano di tipo quadro. Ma differentemente da questi ultimi citati, i motori XU10 hanno il basamento in ghisa e la testata in lega di alluminio. Le misure di alesaggio e corsa erano entrambe di 86x86 mm, misure che permettevano di ottenere una cilindrata di 1998 cm³. Anche i motori XU10 erano stati prodotti in diverse varianti, monoalbero o bialbero in testa e con potenze comprese tra i 115 e i 200 CV. Nella seguente tabella ne sono mostrate le caratteristiche.

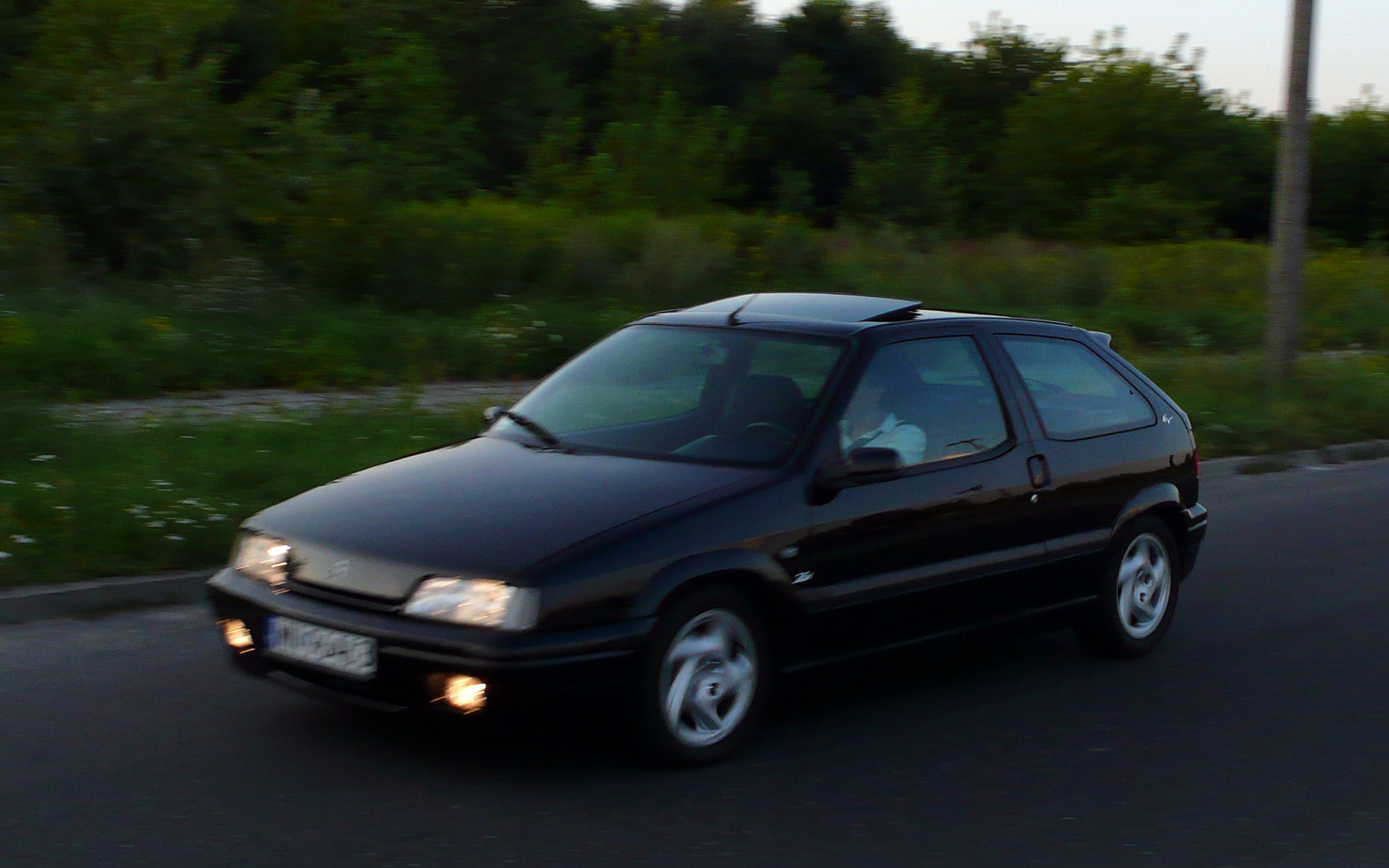
In seguito, i motori XU10 sono stati montati anche dalla ZX 2.0i 16v...

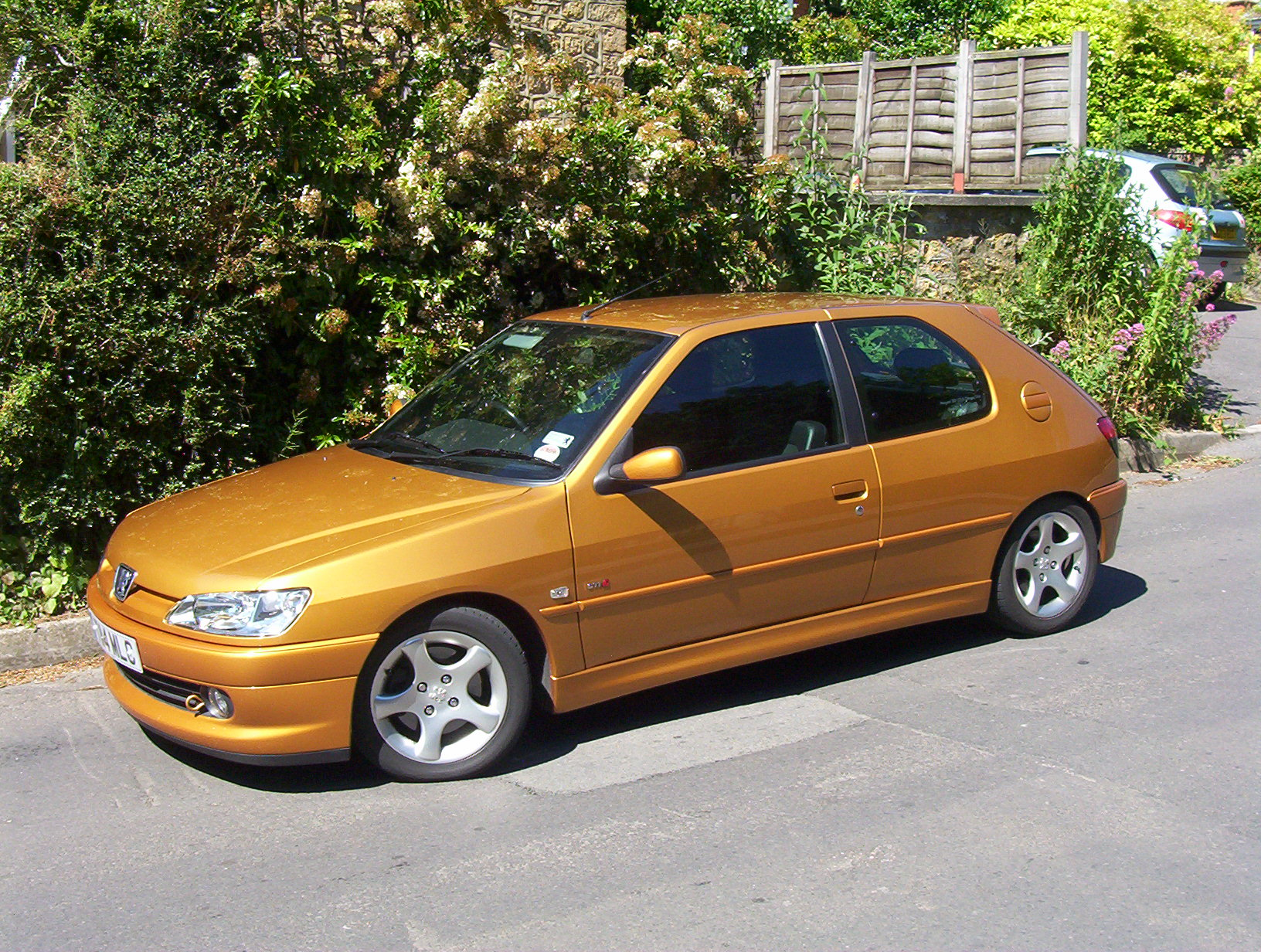
... dalla 306 2.0i 16v GTI...

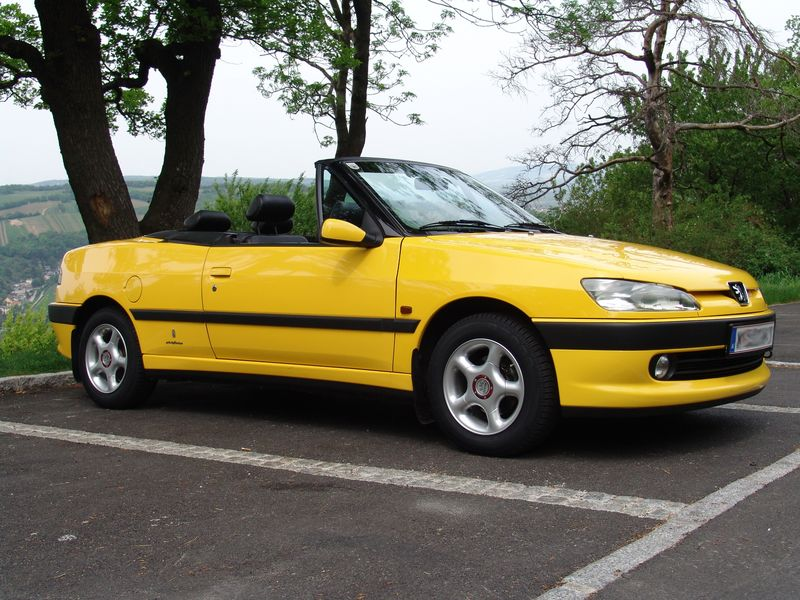
... e cabriolet...

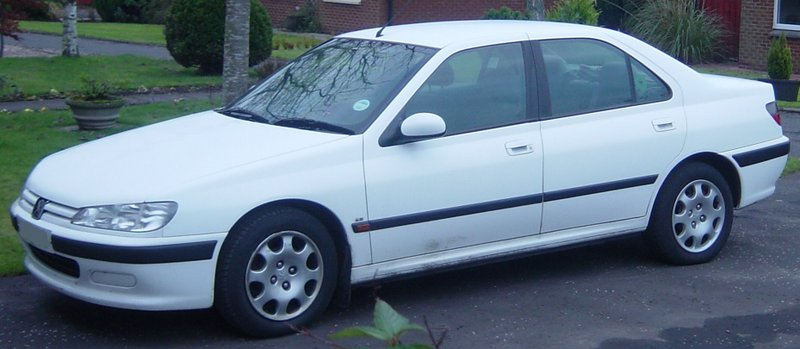
... e dalle 406 berlina...

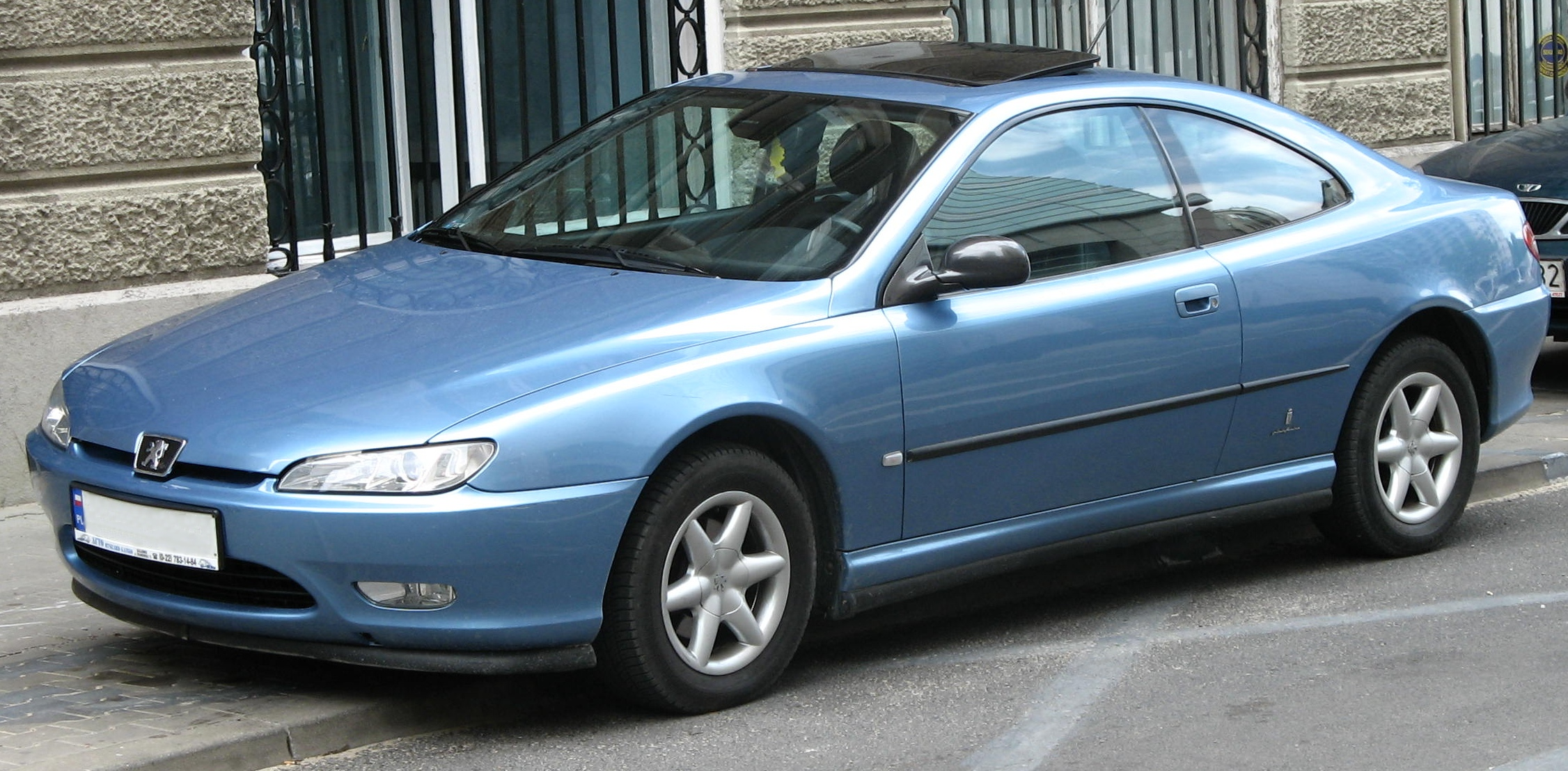
... e Coupé.

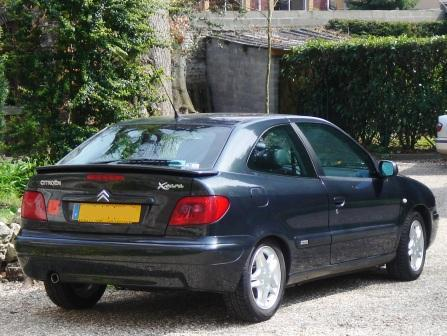
Altre applicazioni sono la Citroën Xsara VTS...

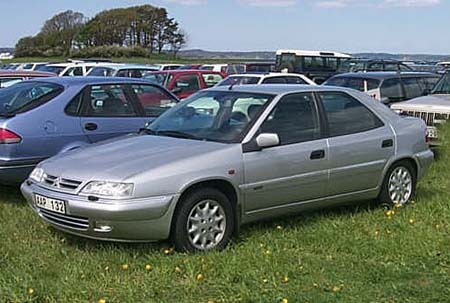
... e la Citroën Xantia

| Variante   | Distribuzione | Alimentazione                                                                                                   | Rapporto di compressione | Potenza CV/rpm | Coppia Nm/rpm | Normativa antinquinamento | Applicazioni                  | Anni di produzione |
| ---------- | ------------- | --- | ------------------------ | -------------- | ------------- | ------------------------- | ----------------------------- | ------------------ |
| XU10 2C    | SOHC          | Carburatore doppio corpo                                                                                        | 8,8                      | 115/5800       | 168/2250      | Euro 0                    | Peugeot 605 SL                | 1990-92            |
| XU10 2C    | SOHC          | Carburatore doppio corpo                                                                                        | 8,8                      | 115/5800       | 168/2250      | Euro 0                    | Citroën XM 2.0                | 1989-92            |
| XU10 M     | SOHC          | Iniezione elettronica                                                                                           | 8,8                      | 128/5600       | 175/4800      | Euro 0                    | Citroën XM 2.0 Injection      | 1989-92            |
| XU10 M     | SOHC          | Iniezione elettronica                                                                                           | 8,8                      | 128/5600       | 175/4800      | Euro 0                    | Peugeot 605 SRI               | 1989-92            |
| XU10 J2C   | SOHC          | Iniezione elettronica Bosch Motronic                                                                            | 9,5                      | 121/5600       | 170/4000      | Euro 1                    | Peugeot 306 XSi               | 1994-97            |
| XU10 J2C   | SOHC          | Iniezione elettronica Bosch Motronic                                                                            | 9,5                      | 121/5600       | 170/4000      | Euro 1                    | Peugeot 405 SRi/STi           | 1992-96            |
| XU10 J2C   | SOHC          | Iniezione elettronica Bosch Motronic                                                                            | 9,5                      | 121/5600       | 170/4000      | Euro 1                    | Peugeot 605 SLi/SRi/SVi       | 1993-94            |
| XU10 J2C   | SOHC          | Iniezione elettronica Bosch Motronic                                                                            | 9,5                      | 121/5600       | 170/4000      | Euro 1                    | Peugeot 806 SR/ST             | 1994-99            |
| XU10 J2C   | SOHC          | Iniezione elettronica Bosch Motronic                                                                            | 9,5                      | 121/5600       | 170/4000      | Euro 1                    | Citroën ZX 2.0i Volcane       | 1993-97            |
| XU10 J2C   | SOHC          | Iniezione elettronica Bosch Motronic                                                                            | 9,5                      | 121/5600       | 170/4000      | Euro 1                    | Citroën Xantia 2.0i           | 1993-95            |
| XU10 J2C   | SOHC          | Iniezione elettronica Bosch Motronic                                                                            | 9,5                      | 121/5600       | 170/4000      | Euro 1                    | Citroën Evasion 2.0i          | 1994-99            |
| XU10 J2C   | SOHC          | Iniezione elettronica Bosch Motronic                                                                            | 9,5                      | 121/5600       | 170/4000      | Euro 1                    | Fiat Ulysse 2.0i S/EL         | 1995-99            |
| XU10 J4R   | DOHC          | Iniezione elettronica                                                                                           | 10,4                     | 132/5500       | 180/4200      | Euro 2                    | Peugeot 306 Cabriolet 2.0 16V | 1997-2000          |
| XU10 J4R   | DOHC          | Iniezione elettronica                                                                                           | 10,4                     | 132/5500       | 180/4200      | Euro 2                    | Peugeot 406 2.0 16V           | 1996-2000          |
| XU10 J4R   | DOHC          | Iniezione elettronica                                                                                           | 10,4                     | 132/5500       | 180/4200      | Euro 2                    | Peugeot 406 Coupé 2.0 16V     | 1997-2000          |
| XU10 J4R   | DOHC          | Iniezione elettronica                                                                                           | 10,4                     | 132/5500       | 180/4200      | Euro 2                    | Peugeot 605 SLi/SRi/Pléiade   | 1995-2000          |
| XU10 J4R   | DOHC          | Iniezione elettronica                                                                                           | 10,4                     | 132/5500       | 180/4200      | Euro 2                    | Citroën Xantia 2.0 16V        | 1995-2000          |
| XU10 J4R   | DOHC          | Iniezione elettronica                                                                                           | 10,4                     | 132/5500       | 180/4200      | Euro 2                    | Citroën XM 2.0 16V            | 1995-2000          |
| XU10 J4R   | DOHC          | Iniezione elettronica                                                                                           | 10,4                     | 132/5500       | 180/4200      | Euro 3                    | Peugeot 806 2.0 16V           | 1999-02            |
| XU10 J4R   | DOHC          | Iniezione elettronica                                                                                           | 10,4                     | 132/5500       | 180/4200      | Euro 3                    | Citroën Evasion 2.0 16V       | 1999-02            |
| XU10 J4R   | DOHC          | Iniezione elettronica                                                                                           | 10,4                     | 132/5500       | 180/4200      | Euro 3                    | Fiat Ulysse 2.0i 16V          | 1999-02            |
| XU10 J4R   | DOHC          | Iniezione elettronica                                                                                           | 10,8                     | 136/6000       | 190/4100      | Euro 3                    | Citroën Xsara 2.0 16V         | 1998-2005          |
| XU10 J4R   | DOHC          | Iniezione elettronica                                                                                           | 10,8                     | 136/6000       | 190/4100      | Euro 3                    | Citroën Xsara Picasso 2.0 16V | 2003-05            |
| XU10 J2TE  | SOHC          | Iniezione elettronica multipoint + turbo Garrett T25 (0,7 bar) + intercooler aria/aria                          | 8,5                      | 147/5300       | 235/2500      | Euro 1                    | Peugeot 605 SRti/SVti         | 1993-95            |
| XU10 J2TE  | SOHC          | Iniezione elettronica multipoint + turbo Garrett T25 (0,7 bar) + intercooler aria/aria                          | 8,5                      | 147/5300       | 235/2500      | Euro 1                    | Citroën Xantia 2.0 Turbo CT   | 1995-98            |
| XU10 J2TE  | SOHC          | Iniezione elettronica multipoint + turbo Garrett T25 (0,7 bar) + intercooler aria/aria                          | 8,5                      | 147/5300       | 235/2500      | Euro 1                    | Citroën XM 2.0 Turbo CT       | 1993-94            |
| XU10 J2TE  | SOHC          | Iniezione elettronica multipoint + turbo Garrett T25 (0,7 bar) + intercooler aria/aria                          | 8,5                      | 150/5300       | 240/2500      | Euro 2                    | Peugeot 406 2.0 Turbo         | 1996-99            |
| XU10 J2TE  | SOHC          | Iniezione elettronica multipoint + turbo Garrett T25 (0,7 bar) + intercooler aria/aria                          | 8,5                      | 150/5300       | 240/2500      | Euro 2                    | Peugeot 806 2.0 Turbo         | 1994-99            |
| XU10 J2TE  | SOHC          | Iniezione elettronica multipoint + turbo Garrett T25 (0,7 bar) + intercooler aria/aria                          | 8,5                      | 150/5300       | 240/2500      | Euro 2                    | Citroën Evasion Turbo CT      | 1994-99            |
| XU10 J4D/Z | DOHC          | Iniezione elettronica multipoint Bosch                                                                          | 10,4                     | 152/6500       | 182,5/3500    | Euro 1                    | Peugeot 306 2.0 16V S16       | 1994-96            |
| XU10 J4D/Z | DOHC          | Iniezione elettronica multipoint Bosch                                                                          | 10,4                     | 152/6500       | 182,5/3500    | Euro 1                    | Peugeot 405 Mi16              | 1992-95            |
| XU10 J4D/Z | DOHC          | Iniezione elettronica multipoint Bosch                                                                          | 10,4                     | 152/6500       | 182,5/3500    | Euro 1                    | Citroën ZX 2.0i 16V           | 1994-96            |
| XU10 J4D/Z | DOHC          | Iniezione elettronica multipoint Bosch                                                                          | 10,4                     | 152/6500       | 182,5/3500    | Euro 1                    | Citroën Xantia 2.0 16v VSX    | 1993-95            |
| XU10 J4RS  | DOHC          | Iniezione elettronica multipoint Bosch                                                                          | 10,8                     | 167/6500       | 193/5500      | Euro 2                    | Peugeot 306 2.0 16V GTI       | 1996-2000          |
| XU10 J4RS  | DOHC          | Iniezione elettronica multipoint Bosch                                                                          | 10,8                     | 167/6500       | 193/5500      | Euro 2                    | Peugeot 306 2.0 16V Rallye    | 1998-2000          |
| XU10 J4RS  | DOHC          | Iniezione elettronica multipoint Bosch                                                                          | 10,8                     | 167/6500       | 193/5500      | Euro 2                    | Citroën ZX 2.0 16V            | 1996-97            |
| XU10 J4RS  | DOHC          | Iniezione elettronica multipoint Bosch                                                                          | 10,8                     | 167/6500       | 193/5500      | Euro 2                    | Citroën Xsara 2.0 16V VTS     | 1998-01            |
| XU10 J4TE  | DOHC          | Iniezione elettronica multipoint Marelli OA + turbo Garrett VAT25 + a geom. variabile + intercooler + overboost | 8                        | 200/5000       | 288/2600      | Euro 1                    | Peugeot 405 2.0i 16v T16      | 1993-95            |

L'unità XU10 J4D/Z, in particolare, era caratterizzato dalla presenza di un collettore di aspirazione denominato Acav (Aspirazione a caratteristiche acustiche variabili), nel quale ogni condotto è in realtà sostituito da due condotti. A regimi più bassi viene aperto il condotto che compie il percorso più lungo, mentre a regimi più alti questo viene chiuso per privilegiare il condotto che compie il percorso più corto, in modo tale da favorire un'aspirazione di tipo più diretto. Tra le altre caratteristiche di questo motore vanno inoltre ricordate l'accensione a una bobina per ogni candela, lo scambiatore di calore per il lubrificante e il sistema di raffreddamento dei cilindri mediante spruzzi d'olio.

### XU15
Variante da 2.5 litri del quattro cilindri, sviluppata appositamente per fini agonistici, era montata sulla Citroën ZX Grand Raid, vettura introdotta nel 1990 per gareggiare nelle competizioni di Rally raid, categoria nella quale gareggiò fino al 1997.
- Alesaggio e corsa: 93x92 mm;
- Cilindrata: 2499 cc;
- Rapporto di compressione: 6,7:1;
- Alimentazione: iniezione elettronica Magneti Marelli;
- Sovralimentazione: un turbocompressore Garrett con intercooler;
- Distribuzione: due assi a camme in testa;
- Testata: 4 valvole per cilindro;
- Potenza massima: 330 CV a 4500 giri/min;
- Coppia massima: 580 Nm a 3500 giri/min.